# Turris nadaensis
Turris nadaensis là một loài ốc biển, là động vật thân mềm chân bụng sống ở biển trong họ Turridae.